# Noordse Groen-Linkse Alliantie
De Noordse Groen-Linkse Alliantie  (NGLA) is een samenwerkingsverband van linkse politieke partijen uit de Noordse landen. Het samenwerkingsverband is gesticht op 1 februari 2004 te Reykjavik.
De partijen die tot de NGLA behoren zijn:
- Linkse Alliantie (Vasemmistoliitto/Vänsterförbundet) (Finland)
- Links-Groen (Vinstrihreyfingin-grænt framboð) (IJsland)
- Linkse Partij van Zweden (Vänsterpartiet) (Zweden)
- Socialistisch Links (Sosialistisk Venstreparti) (Noorwegen)
- Socialistische Volkspartij (Socialistisk Folkeparti) (Denemarken)
- Eenheidslijst (Enhedslisten) (Denemarken)
- Inuitgemeenschap (Inuit Ataqatigiit) (Groenland)
- Republikeinse Partij (Tjóðveldi) (Faeröer)

De partijen werken voornamelijk met elkaar samen in de Noordse Raad. Daarnaast werken de partijen uit landen van de Europese Unie samen in het Europees Parlement.